# Teoria corpuscular de la llum
En òptica, la teoria corpuscular de la llum, originalment postulada per Pierre Gassendi, exposa que la llum està composta per petites partícules discretes anomenades «corpusculars» que viatgen en una línia recta amb una velocitat finita i posseeixen energia cinètica.
La teoria fou desenvolupada a bastament per Isaac Newton. La teoria de Newton va romandre en vigor durant més de 100 anys i fou més important (més acceptada) que la teoria de front d'ona de Christiaan Huygens. Tanmateix, quan la teoria corpuscular fou incapaç d'explicar el fenomen de la difracció, la interferència i la polarització de la llum, fou abandonada en favor de la teoria d'ones de Huygens.
La teoria corpuscular de Newton fou una elaboració de la seva visió de la realitat com a interaccions de punts materials mitjançant forces.